# Giulio Alberoni
Giulio Alberoni (Fiorenzuola d'Arda, 21 de maio de 1664 — Piacenza, 26 de junho de 1752) foi um cardeal italiano e estadista a serviço de Filipe V da Espanha.

## Juventude
Nasceu perto de Piacenza, provavelmente na vila de Fiorenzuola d'Arda, no Ducado de Parma.
Seu pai era um jardineiro, e Alberoni se tornou o primeiro membro da família a se relacionar com a Igreja na humilde posição de tocador de sinos e auxiliar na ordenação dos serviços religiosos, na Catedral de Piacenza. Ali, obteve a aprovação favorável do bispo, foi ordenado sacerdote e nomeado cônego. Luís José, Duque de Vendôme, no comando das tropas francesas na Itália, tornou-se patrono de Alberoni, levou-o a Paris (1706) e fez uso de seus talentos em vários assuntos importantes. Tendo acompanhado Vendôme à corte da Espanha em 1711, a fama dos talentos de Alberoni lhe rendeu, após a morte de seu patrono, o cargo de agente do Francisco Farnésio, Duque de Parma em Madri.

## Idade adulta
Durante a Guerra da sucessão espanhola, ele foi muito atuante na promoção da adesão do candidato francês ao trono da Espanha, Filipe V, e depois tornou-se o favorito real. Com a morte da rainha (Maria Luísa de Saboia), Alberoni usou sua influência para realizar, em 1714, o casamento entre o rei viúvo e Isabel Farnésio, filha de Eduardo Farnésio, Príncipe Hereditário de Parma. Em consequência desse sucesso diplomático, ele se tornou primeiro-ministro, um duque e grande da Espanha e bispo de Málaga. Foi proclamado cardeal-diácono de Santo Adriano no Fórum pelo Papa Clemente XI, sob pressão da corte da Espanha, em julho de 1717. Ele também estabeleceu relações mais satisfatórias do que as existentes entre a Cúria Romana e a corte de Filipe V.
Sua política interna foi extremamente vigorosa. O principal objetivo que ele mesmo colocou era produzir um renascimento econômico na Espanha abolindo as alfândegas internas, abrindo o comércio das Índias e reorganizando as finanças. Com os recursos assim obtidos, comprometeu-se a permitir ao rei Filipe V conduzir uma política ambiciosa tanto na Itália como na França. A impaciência do rei e de sua esposa não deu tempo ao ministro para amadurecer seus planos. Ao provocar a Inglaterra, a França, os Países Baixos e o Sacro Império em simultâneo, trouxe uma enxurrada de desastres para a Espanha, pela qual Alberoni foi responsabilizado. Em 5 de dezembro de 1719, ele foi condenado a deixar a Espanha, tendo a própria Isabel participado ativamente na obtenção do decreto de banimento.

## Últimos anos

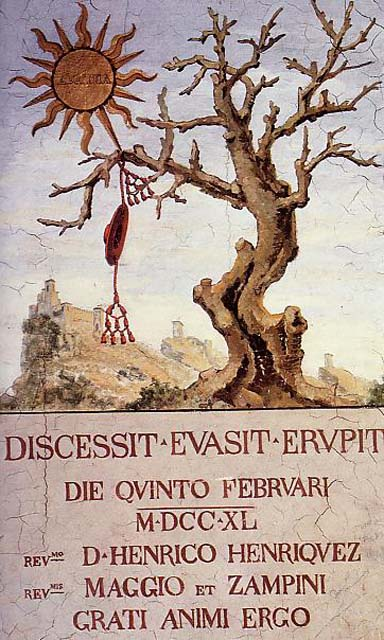
Afresco anti-Alberoni, no Palácio de San Marino

Alberoni foi para a Itália, escapou da prisão em Gênova, e teve de refugiar-se nos Apeninos, após o Papa Clemente XI, que era seu grande inimigo, ter dado ordens estritas para sua prisão. Com a morte de Clemente, em 1721, Alberoni corajosamente apareceu no conclave, e participou da eleição do Papa Inocêncio XIII, após o qual, foi por um curto período aprisionado pelo novo pontífice, por exigência da Espanha, mas foi inocentado de todas as acusações feitas por uma comissão de cardeais. Na eleição seguinte (1724) ele próprio foi proposto para a cadeira papal, e garantiu dez votos no conclave que elegeu o Papa Bento XIII.
Com a morte de Clemente, Alberoni apareceu corajosamente no Conclave de 1721 e participou da eleição de Inocêncio XIII, após o que ele foi preso por um curto período pelo pontífice a pedido da Espanha. Na eleição seguinte, ele próprio foi proposto para a cadeira papal e obteve dez votos no Conclave de 1724 que elegeu Bento XIII. O sucessor de Bento, Clemente XII (eleito em 1730), nomeou-o legado papal em Ravena, cargo em que incorreu no desagrado do papa pelas medidas fortes e injustificáveis que adotou para reduzir a pequena república de San Marino à sujeição aos Estados Pontifícios. Ele foi consequentemente substituído por outro legado em 1740, e logo depois se retirou para Piacenza. Clemente XII nomeou-o administrador do hospital de San Lazzaro em Piacenza em 1730. O hospital era uma fundação medieval para o benefício dos leprosos. Tendo a doença desaparecido da Itália, Alberoni obteve o consentimento do papa para a supressão do hospital, que caiu em grande desordem, e o substituiu por um colégio para a educação de setenta meninos pobres para o sacerdócio, sob o nome de Collegio Alberoni, que existe até hoje.

## Morte e legado
Morreu deixando uma quantia em dinheiro de 600 000 ducados para serem doados ao seminário que fundou, e o restante da imensa riqueza que adquiriu na Espanha, a seu sobrinho. Alberoni deixou uma grande quantidade de manuscritos. A autenticidade do “Testamento Político”, publicado em seu nome, em Lausane em 1753, tem sido questionada.